# Victor Tausk

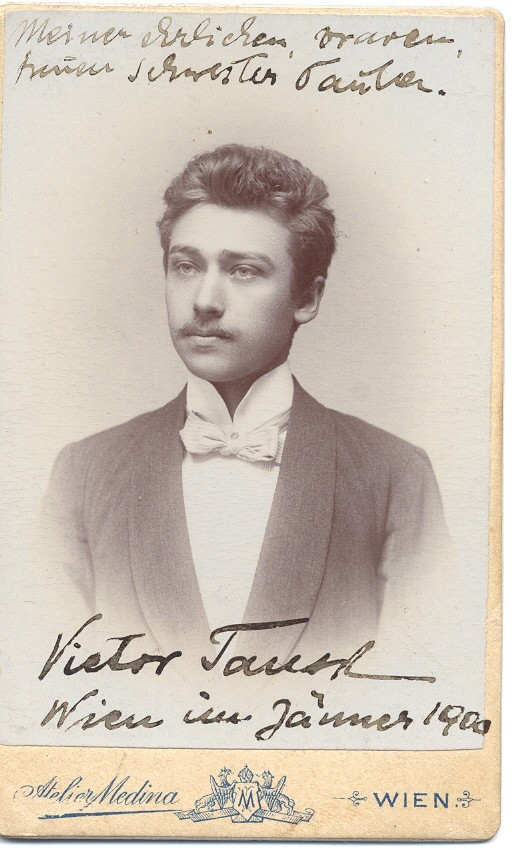
Victor Tausk (1900)

Victor Tausk (auch Viktor, * 12. März 1879 in Žilina, Österreich-Ungarn; † 3. Juli 1919 in Wien) war ein slowakischer deutschsprachiger Jurist, Neurologe und Psychoanalytiker. Er führte den Begriff Beeinflussungsapparat  in die psychoanalytische Schizophrenielehre ein. Viktor Tausk beschäftigte sich vor allem mit der Frage, inwiefern psychoanalytische Behandlungsmethoden auch auf Psychosen anwendbar sind.

## Leben

### Jugend und juristische Tätigkeit
Sein Vater Hermann Tausk war ein jüdischer Journalist. Victor Tausk bestand 1897 das Abitur am Gymnasium in Varaždin. Danach studierte er Rechtswissenschaften in Wien und von 1900 bis 1902 in Sarajewo, wo er promoviert wurde. Anschließend praktizierte er als Anwalt in Mostar.

### Psychoanalytiker in Wien
1906 ging Victor Tausk nach Berlin, um hier als freier Künstler zu leben. Seinen Lebensunterhalt verdiente er mit journalistischen Arbeiten. In dieser Zeit litt er an Depressionen und wurde lungenkrank. Um sich aus seiner Isolation zu befreien, zog er nach Wien und beschäftigte sich mit den psychoanalytischen Schriften von Sigmund Freud. Daraufhin studierte Victor Tausk seit 1908 Medizin, 1909 wurde er Mitglied der Wiener Psychoanalytischen Vereinigung. Damit gehörte er zum engeren Kreis um Freud. 
Victor Tausk erwies sich als ausgesprochen begabter und origineller Denker psychoanalytischer Zusammenhänge. Seinen ersten Vortrag (Erkenntnistheorie und Psychoanalyse) in der Wiener Psychoanalytischen Vereinigung hielt er am 24. November 1909. 
Ab 1914 baute er sich eine psychoanalytische Praxis auf.
Im Ersten Weltkrieg wurde Victor Tausk zum Militärdienst eingezogen und war als Psychiater in Lublin und Belgrad tätig.
Nach dem Krieg bat er Freud, ihn in Analyse zu nehmen, was dieser aufgrund seines gespannten Verhältnisses zu ihm ablehnte. Um ihn aber in seinem Kreis zu behalten, schlug Freud ihm eine Analyse bei Helene Deutsch vor. Diese hatte aber selbst erst 3 Monate zuvor eine Analyse bei Freud begonnen und gehörte erst seit kurzer Zeit zu dessen Kreis. Nach dreimonatiger Analyse von Januar bis März 1919 brach Helene Deutsch die Analyse von Victor Tausk auf Anregung von Freud wieder ab.
Im Frühjahr verlobte sich Tausk mit Hilda Loewi.

### Selbsttötung
Am 3. Juli 1919 erhängte sich Victor Tausk an einem Fensterrahmen. Er hinterließ zwei Abschiedsbriefe, einen an seine Verlobte Hilde Loewi, den anderen an Sigmund Freud. Noch in demselben Jahr erschienen Freuds Gedenkwort für Victor Tausk. Ebenso erschien in diesem Jahr Victor Tausks Abhandlung Über die Entstehung des „Beeinflussungsapparates“ in der Schizophrenie in der von Sigmund Freud herausgegebenen Internationalen Zeitschrift für ärztliche Psychoanalyse.

## Ehe und Beziehungen
Victor Tausk war mit Martha Frisch seit 1900 verheiratet. Er war damit ein Schwager von Justinian Frisch. Sie hatten zwei Söhne: den Arzt Marius Tausk, geboren 1902, und Victor Hugo Tausk, geboren 1903. 1905 trennte sich das Paar und ließ sich 1908 scheiden. 
Er hatte danach mehrere unglücklich verlaufende Liebesbeziehungen zu Frauen. Eine in den Jahren 1912/1913 mit Lou Andreas-Salomé, die sich in jener Zeitspanne in Wien aufhielt, um bei Freud zu studieren. Auch zu der Schauspielerin Lia Rosen hatte er zu einer anderen Zeit eine Beziehung.
Seit Frühjahr 1919 war Victor Tausk mit Hilda Loewi verlobt.

## Nachwirkungen
Nach dem frühen Tod Tausks setzte insbesondere der US-amerikanische Psychiater und Psychoanalytiker Harry Stack Sullivan diesen Ansatz fort, die Einsichten der Psychoanalyse in der Behandlung von Psychosen anzuwenden.

## Schriften (Auswahl)
- Paraphrase als Kommentar und Kritik zu Gerhart Hauptmanns „Und Pippa tanzt“. Cronbach, Berlin 1906.
- Über Onanie. In: Wiener Psychoanalytische Vereinigung (Hrsg.): Die Onanie (Diskussionen der Wiener Psychoanalytischen Vereinigung, Heft 2), 1912, S. 48–68.[5]
- Entwertung des Verdrängungsmotivs durch Rekompense. In: Internationale Zeitschrift für ärztliche Psychoanalyse, Band I, Heft 3, 1913, S. 230–239.[6]
- Zur Psychologie der Kindersexualität. In: Internationale Zeitschrift für ärztliche Psychoanalyse, Band I, Heft 5, 1913, S. 444–458.[7]
- Zur Psychologie des alkoholischen Beschäftigungsdelirs. In: Internationale Zeitschrift für ärztliche Psychoanalyse, Band III, Heft 4, 1915, S. 204–226.[8]
- Zur Psychologie des Deserteurs. In: Internationale Zeitschrift für ärztliche Psychoanalyse, Band IV, Heft 4, 1917, S. 193–204.[9] und Heft 5, S. 229–240.[10]
- Bemerkungen zu Abrahams Aufsatz "Über Ejaculatio praecox", in: Internationale Zeitschrift für ärztliche Psychoanalyse, Band IV, Heft 6, 1918, S.  315–327.[11]
- Über die Entstehung des „Beeinflussungsapparates“ in der Schizophrenie. In: Internationale Zeitschrift für ärztliche Psychoanalyse. Band V, Heft 1, 1919, S. 1–33.[12]
- Zur Psychopathologie des Alltagslebens: Ibsen der Apotheker. In: Almanach der Psychoanalyse, Internationaler Psychoanalytischer Verlag, Wien, 1934, S. 161–166.[13]
- Gesammelte psychoanalytische und literarische Schriften. Medusa, Wien 1983, ISBN 3-88602-068-1.

### Über Onanie (1912)
In seiner Abhandlung Über Onanie definiert Victor Tausk Onanie folgendermaßen: "Ich verstehe demnach unter Onanie jene Art sexueller Betätigung am Genitale oder einer sexuellen Nebenzone, die keinen Partner zur wesentlichen Voraussetzung hat und deren Ziel es ist, die sexuelle Erregung direkt zu entspannen." Tausk hält die Onanie im Grunde für eine infantile bzw. juvenile Sexualbetätigung, die im Erwachsenenalter aufgegeben werden sollte. Je weiter die Objektwahl vorangeschritten sei, so Tausk, desto weniger befriedigend falle die Selbstbefriedigung aus. Wenn die Libido aber nicht vollständig abgeführt werde, dann entstünden Angst und Schuldgefühle. Einer gesunden erwachsenen Sexualität stehe die Onanie daher entgegen, weil sie einhergehe mit Phantasien, die den Onanisten von der Realität aussperren würden. Diese Masturbationsphantasien seien auch dafür verantwortlich, dass der Onanist "intolerant gegen die unvermeidlichen Mängel der Körperlichkeit" werde, "weil er seine Libido mit der Phantasie verwöhnt hat." Außerdem liefere "die Phantasie dem Onanisten perverse Vorstellungen, die die infantilen Perversionsaffekte aktivieren, so dass eine Perversion, die etwa durch rechtzeitige normale Sexualbetätigung gut verdrängt worden wäre, durch die Onanie fixiert werden kann." Auf diese Weise könne die Onanie "zur Brücke der Neurose" werden und "mit Hilfe der exhibitionistischen und Voyeur-Komponente des Geschlechtstriebes den Narzissmus zur vollen Intensität züchten." Ebenfalls zur Onanie äußert sich Tausk in seinem Aufsatz Zur Psychologie des alkoholischen Beschäftigungsdelirs. Darin äußert er die Hypothese, dass alkoholkranke Menschen häufig den "Koitus als Onaniesurrogat" bzw. die "Selbstbefriedigung am Liebesobjekt" ausführten: "Die tiefere Analyse ergibt eine starke homosexuell-narzißtische Fixierung der Libido." Das "Beschäftigungsdelir" (d. h. die Vorstellung, irgendetwas tun zu müssen und nicht fertig zu werden) des Alkoholikers interpretiert Tausk in Anlehnung an die Traumdeutung von Sigmund Freud als "Koituswunschdelir". Der alkoholkranke Mensch wünsche sich zwar ständig den Koitus (und träume in entstellter Weise von ihm), und der Alkohol enthemme seine Lust, aber in der Realität erlebe er stattdessen häufig unbefriedigende Sexualität, Impotenz und Impotenzangst.

### Entwertung des Verdrängungsmotivs durch Rekompense (1913)
Tausk untersucht in dem 1913 erschienenen Aufsatz Entwertung des Verdrängungsmotivs durch Rekompense die Frage, wie es zu erklären ist, dass während des freien Assoziierens im Rahmen einer psychoanalytischen Behandlung eine verdrängte Erinnerung plötzlich erinnert wird. Er liefert hierfür die Erklärung, dass der Erinnerung eine angenehme und somit das Selbstbewusstsein stärkende Vorstellung vorangeht und durch diese vorab erfolgte Belohnung (rekompense) der Verdrängungswiderstand überwunden werden kann und auf diese Weise eine unluststiftende Erinnerung ermöglicht wird. Tausk schreibt: „Diese Lustvorstellung ist von solcher Art, daß sie das Selbstbewußtsein des Subjekts, welches durch die nachfolgende Reproduktion der verdrängten Vorstellung empfindlich getroffen werden sollte, gleichsam anticipando rehabilitiert. Das Subjekt leistet sich gleichsam eine R e k o m p e n s e, ehe es die das Selbstbewußtsein herabsetzende Tatsache preisgibt.“ Dieser Mechanismus gelte, so Tausk, allerdings nicht für Menschen, die an Schizophrenie oder einer paranoiden Psychose erkrankt seien. In diesen Fällen seien die Gefühle im Zusammenhang mit verdrängten Erinnerungen entweder vollständig abgespalten bzw. auf andere Vorstellungen verschoben, oder die Belohnung (rekompense) würde durch Größenideen bzw. Wahnvorstellungen erfolgen, die die negativen Gefühle überlagern.

### Zur Psychologie des Deserteurs (1917)
Der Aufsatz Zur Psychologie des Deserteurs basiert auf einem Vortrag, den Victor Tausk am 3. März 1917 in Belgrad anlässlich des dortigen IX. feldärztlichen Referierabends gehalten hat. Darin schildert Tausk seine Beobachtungen von Deserteuren, die er im Zusammenhang mit der von ihm durchgeführten psychologischen Begutachtung solcher Fälle im Rahmen von Gerichtsprozessen gegen Deserteure gemacht hat. Häufig seien Deserteure, so Tausk, Leute, die schon seit ihrer Jugend „Ausreißer“ waren und aus psychoanalytischer Sicht an einem psychischen Infantilismus leiden: „Das, was uns diese Fälle zeigen, ist, daß bei den Deserteuren dieser Kategorie sowohl die Tat als das Motiv der Desertion aus der frühen Jugend stammt, daß es oft bis in die Kindheit zurückzuverfolgen ist, und daß das typische Erlebnis dieser Leute immer eine Flucht aus dem Familienzwang bedeutet.“ Ein anderer Typus von Deserteuren seien diejenigen, die „aus Angst vor Strafe vor begangenen Delikten“ Fahnenflucht begehen. Auch bei diesen „armen Teufeln“ sei die Desertation im Grunde in einem „Missverhältnis zwischen Vater und Sohn“ und einer unbewussten, kindlichen Angst vor dem strengen Vater begründet. Bei fast allen Deserteuren lasse sich Heimweh diagnostizieren, aus psychoanalytischer Sicht typischerweise ein „Heimweh nach der Mutter“. Tausk kommt daher zu der Schlussfolgerung, dass die Fahnenflucht in den meisten Fällen kein Verbrechen darstelle, weil hierfür die bewusste „unerlässliche Absicht“ vorliegen müsse, „sich dauernd der Dienstpflicht zu entziehen“.

### Bemerkungen zu Abrahams Aufsatz "Über Ejaculatio praecox" (1918)
In dem Aufsatz Bemerkungen zu Abrahams Aufsatz "Über Ejaculatio praecox" ergänzt Tausk den psychoanalytischen Erklärungsansatz von Karl Abraham für die vorzeitigen Samenerguss. Abraham hat das Problem des vorzeitigen Samenerguss beim Mann damit erklärt, dass „die an Ejaculatio praecox leidenden Neurotiker auf dem infantilen Libidostandpunkt stehen geblieben sind, `dass sie aus dem Abfließenlassen körperlicher Produkte Wollust ziehen.`“ Nach Auffassung von Abraham sei der vorzeitige Samenerguss ein Symptom dafür, dass die Eichel des Penis (Glans penis) nicht wirklich zur erogenen Leitzone geworden sei und die Männer, die unter dieser Sexualstörung leiden, im Grunde an der kindlichen, prägenitalen Urethralerotik und Exkretionslust fixiert geblieben sind. Tausk stellt diese Hypothese nicht in Abrede, ergänzt sie aber um den Aspekt der Onanie. Seinen Beobachtungen nach leiden Männer, die den vorzeitigen Samenerguss erleben, auch unter permanenten onanistischen Sexualphantasien, sodass der Koitus bereits in der Phantasie vorweggenommen wurde und der Höhepunkt vorzeitig eintritt. „Ich will am Schluss noch bemerken, dass die E.p. bedeutend abnimmt oder ganz aufhört, wenn die Kranken die bewußten und unbewußten Onaniephantasien aufgeben, woraus ich folgere, daß die E.p. ohne Würdigung der Onanie und der Pollutionen als verursachender Momente nicht ganz erklärt werden kann und daß sie als eine der sicheren von den viel umstrittenen schädlichen Folgen der Onanie anzusehen ist.“

### Über die Entstehung des „Beeinflussungsapparates“ in der Schizophrenie (1919)
Der Aufsatz Über die Entstehung des „Beeinflussungsapparates“ in der Schizophrenie erschien 1919, dem Todesjahr Tausks. In dem Aufsatz untersuchte Tausk die Entwicklungsprozesse von Wahngebilden in der Schizophrenie. Die Wahnvorstellung, dass fremde Mächte oder Maschinen („Beeinflussungsapparate“) die Gedanken steuern, eingeben oder entziehen, sind nach Auffassung von Tausk letztlich Projektionen innerer Veränderungs- und Entfremdungsgefühle nach außen: „Wir haben also in der Entwicklungsgeschichte des Beeinflussungsapparates drei Hauptstadien zu unterscheiden: 1. Das Veränderungsgefühl, hervorgerufen durch Libidostauung am Organ (Hypochondrie). 2. Das Entfremdungsgefühl, hervorgerufen durch die Ablehnung die das Ich dem krankhaften Organ zu teil werden lässt, indem das krankhaft veränderte Organ oder seine Funktion vom Ich gleichsam verleugnet als nicht in dem vom Ich anerkannten Zusammenhang der vollkommen oder relativ gesund gebliebenen Organe und Funktionen gehörig, und ausgeschieden wird. 3. Das Verfolgungsgefühl (paranoia somatica), entstanden durch die Projektion der krankhaften Veränderung in die Außenwelt, und zwar: a) durch die Zuschreibung ihrer Urheberschaft  zu einer fremden feindlichen Macht, resp. b) durch die Konstruktion des Beeinflussungsapparates als Zusammenfassung der der nach außen projizierten Gesamtheit der krankhaft veränderten Organe (des ganzen Körpers) oder nur einzelner dieser Organe. Unter diesen mögen die Genitalien als Anlaß zur Projektionstechnik eine bevorzugte Stellung einnehmen.“
Der Verlust der Ichgrenzen – dieser zentrale Begriff in der Objektbeziehungstheorie wurde von Tausk erstmals in die Literatur eingeführt – im Zusammenhang mit der Entstehung einer Schizophrenie geht nach Tausk einher mit einer Regression in prägenitale, primär narzisstische Zustände, wo das Kind noch nicht unterscheiden konnte zwischen dem Ich (und dem eigenen Körper) und der Außenwelt und wo das Kind noch die Vorstellung hatte, dass die Eltern (oder Gott) alle Gedanken kennen. Die Vorstellung eines eigenen Ich entsteht erst nach und nach, als Folge von Objektbeziehungen und der Identifikation mit anderen Menschen. Solange es noch keine Objektbeziehungen gibt, existiert auch noch kein Subjektbewusstsein. Bei der Schizophrenie fällt der Mensch somit nach Tausk wieder in einen narzisstischen Zustand zurück, in der die Libido an das eigene Ich gebunden ist. Dieser Gedanke knüpft an die ursprüngliche Formulierung Freuds an, dass Psychosen „narzisstische Neurosen“ seien. Tausk glaubte an die Therapierbarkeit der Schizophrenie und verfügte – anders als Freud – aufgrund seiner Arbeit in der Wiener psychiatrischen Klinik unter Leitung von Julius Wagner-Jauregg, über einige klinische Erfahrung im Umgang mit an Schizophrenie erkrankten Menschen.